# Церква Святого Серця Ісуса (Фрайбург-ім-Брайсгау)
47°59′49″ пн. ш. 7°50′14″ сх. д. / 47.997019° пн. ш. 7.83709° сх. д.
Костел Святого Серця Ісуса (нім. Herz-Jesu-Kirche) – римо-католицька церква в неороманському та неоготичному стилях, в німецькому місті Фрайбург-ім-Брайсгау.

## Історія
У XIX столітті віряни з району Штюлінгер відвідували церкву Святого Мартина, яка була переповнена через значну забудову міста 
. 
Товариство для будівництва нового храму засновано 18 вересня 1884 року, її членами були єпископ-помічник Юстус Кнехт та архієпархіальний будівельний інспектор Франц Бер, а будівництво фінансово підтримували з власних коштів, серед інших, архієпископ Йоганн Баптист Орбін, отець Людвіг Ваннер та Амалія Грамм 
. 
Після смерті Бера проектуванням храму займався Макс Меккель. 
10 червня 1892 року розпочалися будівельні роботи, а 2 жовтня того ж року архієпископ Крістіан Рус заклав наріжний камінь. 
7 липня 1896 року дахи веж увінчано хрестами 
. 
Спільноту Пресвятого Серця Господа Ісуса заснували в 1897 році як парафіяльне капеланство та в 1908 році підвищено до парафії.
. 
Церква не постраждала під час бомбардування 27 листопада 1944 року, але влучання в сусідні будівлі та церковну площу зірвало дах, пошкодило склепіння та розбило вікна. 
Церква знову постраждала під час чергового бомбардування 17 грудня 1944 року, коли дві бомби зруйнували північне крило трансепту та ризницю
.
Відбудову розпочато в 1945 році, а наступного року дах вже покрили черепицею, а склепіння підтримувалися риштуваннями, що захистило церкву від структурної катастрофи. 
9 січня 1947 року одне з ребер склепіння обвалилося, внаслідок чого загинув один із робітників. 
У 1947 році бічну наву накрили тимчасовим дахом, що дозволило проводити там служби. 
Відновлювальні роботи тривали до 1952 року 
, 
27 квітня 1952 року архієпископ Венделін Раух освятив церкву та головний вівтар 
. 
У 1969 році розпочалася реконструкція пресбітерію згідно вимог Другого Ватиканського Собору, а 11 червня 1972 року архієпископ Герман Шойфеле освятив новий вівтар 
. 
У 1995 році фасади та вежі храму відремонтували 
.

## Архітектура та оздоблення
Храм поєднує в собі неороманські та неоготичні риси, його архітектуру створено за зразком Лімбурзького собору
. 
Він має тринавне, базилікове планування, трансепт, а над середохрестям височіє дзвіниця. 
Висота веж становить менше 65 метрів 
. 
Орган виготовлено в 1956 році в місцевій майстерні Віллі Дольда та складається з 3 мануалів та педалі 
. 
На церковних вежах підвісили шість бронзових дзвонів, відлитих на ливарні дзвонів Фрідріха Вільгельма Шиллінга в Гайдельберзі. 
П'ять менших висять у південній вежі, а найбільший – у північній 
. 
Чотири менші дзвони освячено 21 грудня 1952 року, а два найбільші — 7 червня 1959 року, на свято Пресвятого Серця Ісуса 